# La Filette (Grenada)
La Filette ist eine Siedlung im Parish Saint Andrew im Osten von Grenada.

## Geographie
Die Siedlung liegt im Inselinnern, am Hang des Mount Saint Catherine (Mount Hope) auf ca. 131 m Höhe. 
Im Westen schließt sich Mount Horne an und im Südosten liegt Paradise (Grand Bras).